# 马蒙杜
马蒙杜（Maamendhoo）是馬爾地夫北蘇瓦迪瓦一个有人居住的岛屿。该岛位于苏瓦迪瓦环礁东北部边缘，长1.425公里，宽0.43公里，人口1千2百余人，距离馬爾地夫首都马累384公里。